# قطارة (المغرب)
يقع مركز قطارة على الطريق الرابط بين مدينة مراكش وكل من مدينتي الجديدة و اسفي ،في منطقة آجبيلات الوسطى الواقعة بين سهل الحوز ووادي تانسيفت شرقا وجنوبا و سهل البحيرة غربا وهضبة الرحامنة شمالا. يبعد المركز عن مدينة مراكش ب 32 كيلومتر. يمر به خطا الطول 17'8 غربا والعرض 87'31 شمالا. و يخترفه وادي ضرس العبد. تتميز بنية المنطقة بكونها ذات تكوين بركاني ترسبي تعود إلى الزمنين الجيولوجيين الثالث والرابع.
لقب المركز ب«قطارة» نسبة لكدية قطارة، التل الفاصل بين قبيلتي المنابهة و حربيل وقد عرف مركز قطارة بأسماء مختلفة منها فج الريح أو كدية الرياح قديما نظرا لهبوب الرياح الغربية التي تلاطمك وأنت بقطارة في اوقات مختلفة من اليوم- ليلا ونهارا - والمعدن الأصفر بعد الشروع في الاستغلال المنجمي بالمنطقة.كما يطلق عليه العامة اسم الجمعة نسبة ليوم السوق الاسبوعي الذي يلتئم بالقرب منه.